# Causes de la Seconde Guerre mondiale
 (avril 2022).
Si vous disposez d'ouvrages ou d'articles de référence ou si vous connaissez des sites web de qualité traitant du thème abordé ici, merci de compléter l'article en donnant les références utiles à sa vérifiabilité et en les liant à la section « Notes et références ».
Les causes de la Seconde Guerre mondiale sont complexes et sont toujours débattues aujourd'hui. La cause immédiate, le casus belli, est l'invasion de la Pologne par l'Allemagne nazie le 1er septembre 1939, près d'un an après les accords de Munich, suivie des déclarations de guerre de la France et du Royaume-Uni à l'Allemagne nazie. Les causes restent nombreuses, mais les principales ont été très bien analysées par les historiens. La mise en place de régimes autoritaires ou totalitaires en Europe, notamment l'Italie fasciste de Benito Mussolini, l'Union soviétique de Lénine puis Staline, l'Allemagne nazie d'Adolf Hitler ou encore l'Espagne franquiste ou l'État nouveau portugais de Salazar ; la volonté expansionniste de l'empire du Japon, l'irrédentisme qui se développe dans toute l'Europe, en particulier en Italie et les nombreux conflits qui se déclenchent après le début de la Grande Dépression : guerre du Chaco en Amérique du Sud, invasion italienne de l'Éthiopie puis celle de l'Albanie, guerre d'Espagne, Anschluss, démembrement de la Tchécoslovaquie ou encore l'invasion de la Mandchourie puis de la Chine par l'empire du Japon en Asie.
Durant l'entre-deux-guerres, la république de Weimar n'a de cesse de protester contre le traité de Versailles qui rendait l'Empire allemand responsable du déclenchement de la Première Guerre mondiale selon l'article 231 du traité. Les puissances alliées, en particulier la France, imposent des réparations financières très élevées ainsi que des contraintes très fortes, en particulier sur le plan militaire. L'Allemagne perd notamment son empire colonial ainsi que 12 % de son territoire par rapport à 1871 et se voit interdire toute union avec l'Autriche, quelle qu'en soit la nature. Un fort sentiment de revanche s'installe ainsi en Allemagne et contribuera en partie à la prise de pouvoir des nazis en 1933.
L'arrivée de la Grande Dépression a conduit à l'émergence de nombreux régimes autoritaires et au déclin des régimes libéraux et démocratiques. En Allemagne, le sentiment de revanche fut accentué et l'instabilité politique fut renforcée, notamment après le décès de Gustav Stresemann. À partir de 1930, les gouvernements successifs ne passent plus par le Reichstag mais gouvernent par décret-loi. Les élections se succèdent et voient le Parti nazi progresser de façon fulgurante, Adolf Hitler menaçant même Paul von Hindenburg lors de l'élection présidentielle de 1932. Hindenburg, après avoir longtemps refusé, finit par nommer Hitler à la chancellerie le 30 janvier 1933. Leurs politiques intérieures et extérieures très agressives sont marquées par l'antisémitisme, par la volonté de réunir tous les Allemands au sein d'un même territoire et d'acquérir un « espace vital » (Lebensraum en allemand), d'éradiquer le communisme et d'établir une hégémonie de la race aryenne (ou nordique), supérieure à d'autres tandis que d'autres personnes étaient considérées comme des sous-hommes (Untermenschen en allemand), en particulier les juifs et les slaves.
Face à ces mouvements, les démocraties libérales répondent par une politique d'apaisement, en particulier de la part du Royaume-Uni. La Société des Nations s'avère incapable de mettre un terme aux nombreux conflits qui se déclenchent à partir de 1931, et voit successivement l'Allemagne nazie, l'Italie fasciste et l'empire du Japon partir de l'instance. Les accords de Munich entérinent l'annexion de la région des Sudètes, six mois après l'Anschluss, et démontrent l'incapacité des démocraties à répondre aux attaques et aux provocations d'Hitler, qui promettait à Munich n'avoir plus aucune demande territoriale. Six mois plus tard, la Wehrmacht entrait dans Prague et la Tchécoslovaquie était démembrée. Le corridor de Dantzig restait le seul territoire revendiqué par l'Allemagne encore intact, la Pologne étant même sous la menace d'une double invasion. Le Pacte germano-soviétique scellait une alliance de circonstance entre Berlin et Moscou et rendait la position de la Pologne intenable. Neuf jours plus tard, la guerre commençait.

## Les événements précédant la guerre en Europe
Les historiens se sont interrogés sur les causes plus profondes de la Seconde Guerre mondiale en Europe et citent couramment les conséquences des traités de 1919 : les divergences entre vainqueurs, la crise de 1929, ses conséquences sociales et la sortie de la crise par des politiques d'armement, le rôle des idéologies.

### La fin des combats de la Première Guerre mondiale (1918)
À la fin de la Première Guerre mondiale, l'opinion publique allemande ne comprend pas le déroulement des événements. Troublée par la propagande des armées indiquant une offensive allemande sur la Marne, elle n'est pas mise au courant de la contre-offensive alliée qui met fin au conflit, et n'accepte pas la reddition sans condition de son état-major. En effet, les armées allemandes se sont repliées en bon ordre jusqu'au Rhin et à aucun moment la guerre ne touche le territoire allemand en lui-même, ce qui maintient l'illusion de la population. Raison pour laquelle le général Philippe Pétain affirme : « Deux fautes initiales ont pesé lourdement sur l’avenir. En novembre 1918, l’armistice a été signé en territoire français, alors qu’il aurait fallu, avant toute signature, occuper une partie du territoire ennemi. En outre, il fut permis à l’armée allemande battue de rentrer en Allemagne sans capituler et sans abandonner ses armes. » En Allemagne, se développe alors la thèse du « coup de poignard dans le dos » qui affirme que les armées allemandes ont lutté correctement, mais qu'elles ont été trahies par les révolutions et les civils, la défaite allemande n'en est donc pas vraiment une.

### La nouvelle Europe issue du traité de Versailles (1919)
Après la reddition sans condition de l'Allemagne, de vastes négociations entre les anciens belligérants se tiennent pour retracer les frontières des pays de l'Europe et de leurs colonies, et décider des compensations que l’Allemagne devra payer aux vainqueurs du conflit.
Ces négociations débouchent sur plusieurs traités, dont le traité de Versailles de 1919, desquels les conditions sont jugées lourdes par le peuple allemand, qui a du mal à accepter la décision des armes. Le Royaume-Uni, la France, la Belgique, le Japon, les États-Unis se partagent les anciennes colonies allemandes, sous la forme de mandats de la SDN.
La France, sur le sol de laquelle s’est déroulée une grande part des combats, obtient le droit à de fortes indemnités de réparations, ainsi que la réintégration de l’Alsace et de la Moselle, annexées par Bismarck après la guerre de 1870.
La Russie est devenue, à l’issue de la révolution bolchévique et de la contre-révolution, l’Union soviétique, tandis que de nouveaux États (Tchécoslovaquie, Hongrie, Pologne, Pays baltes) sont créés en Europe centrale, au nom du principe des nationalités, en particulier du fait du démembrement de l’empire austro-hongrois. Les frontières de l'URSS sont également déplacées au profit de la Pologne.
Les États-Unis, principal créancier des puissances alliées lors du conflit, exigent le règlement des dettes d’achats de matériel de guerre et de carburant dues par leurs alliés.
Les traités de Versailles, de Saint-Germain, de Trianon et de Neuilly suscitent rancœurs et désirs de reconquête chez les peuples allemands, autrichiens, hongrois et bulgares. En Allemagne, pris dans une illusion de négociations entre égaux, on fustige le diktat du traité de Versailles, les lourdes indemnités de guerre et la perte de « terres allemandes » comme la Haute-Silésie. Paradoxalement, et contrairement à ce qu'elle croit, l'Allemagne sort géopolitiquement renforcée du conflit. Auparavant, encerclée par l'alliance franco-russe, elle conserve son unité territoriale (contrairement à ce que certains en France préconisaient), et n'a plus de menaces sérieuses sur ses flancs. De son côté, la France est contrainte de troquer la Russie pour la Pologne comme allié de revers, adversaire bien moins redoutable et est critiquée, voire abandonnée par la Grande-Bretagne et les États-Unis, pour faire appliquer le traité.
Le ressentiment est particulièrement fort en Italie, où l'on parle de « victoire mutilée », l'Italie n'obtenant pas l'attribution des provinces de l'Istrie, de la Dalmatie et du Trentin qu'elle souhaitait.
Au cours des années 1920 et 1930, la France et le Royaume-Uni s'opposent sur la question allemande, particulièrement sur les indemnités dues par l'Allemagne, et la reconstruction ou le démantèlement des structures industrielles allemandes. Cette divergence conduit à l'occupation de la région industrielle de la Ruhr, riche en charbon, fer et industrie métallurgique, par les troupes belges et françaises de 1923 à 1925. Cette occupation est contestée par la jeune république de Weimar, qui soutient financièrement la résistance à cette occupation. Ceci entraîne rapidement une crise de l'économie allemande, une importante dévalorisation du Mark et un renforcement des extrêmes politiques nationaliste et communiste. Le plan Dawes de 1924 met fin à cette occupation, sans contrepartie significative pour la France, qui se retrouve donc lâchée par les Anglo-Saxons.

### Les alliances
Rapidement après la Première Guerre mondiale, le Royaume-Uni se méfie de la France qu'il estime trop forte en Europe, auréolée de sa victoire. Lord Curzon, secrétaire d'État aux Affaires étrangères britannique entre 1919 et 1923 affirme : « La grande puissance dont nous avons le plus à craindre pour l’avenir est la France ». Les britanniques ne voient pas suffisamment que la France est épuisée par les années de guerre et n'est plus un danger pour la stabilité européenne. De son côté, après un tel conflit, la France estime qu'elle n'était plus capable de partir en guerre contre l'Allemagne sans soutien britannique et se range derrière ses décisions.
Par ailleurs, dans le cadre de la Société des Nations créée après la Première Guerre mondiale (mais à laquelle ne participent ni les États-Unis, ni l'Allemagne, ni l'URSS), la France propose un traité d'assistance mutuelle, puis le protocole de Genève pour résoudre les différends entre nations et aider l'agressé en cas de conflit. Le principe de base était que les nations signataires devaient porter assistance au pays agressé par tous moyens contre l'agresseur. Mais ces propositions sont restées lettre mortes car allant trop loin pour le Royaume-Uni, mais pas assez pour la France.
À la suite des traités de Versailles et de Saint-Germain, l'Allemagne, quant à elle, est un état paria. L’Union soviétique également. Ces deux états se rapprochent donc, par les traités de Rapallo et de Berlin. La stratégie britannique était d'éviter une alliance des états parias, entre l'Allemagne et l'Union soviétique, qui aurait constitué, entre la puissance industrielle allemande et la force démographique soviétique, un adversaire très important. Cette stratégie se trouve d'autant plus justifiée que les coups d'état révolutionnaires, laissant planer le risque d'une Allemagne soviétique, y ont été nombreux dans l'après-guerre. Ainsi, le Royaume-Uni se rapproche de l'Allemagne notamment par les accords de Locarno aux dépens des intérêts de la France.
En parallèle, les États-Unis qui s'étaient fortement investis en Europe à la fin de la Première Guerre mondiale s'en désengagent et reprennent leur tradition isolationniste, ce qui laissera cours aux aspirations européennes des puissances.

### La crise de 1929
La crise économique de 1929 toucha la plupart des économies du monde, et eut de graves conséquences sur les économies fragiles des anciens belligérants de la Première Guerre mondiale, entraînant chômage et récession. Le rapatriement des importants investissements américains en Allemagne plongea ainsi son économie dans une grave crise.
De nombreux pays prirent des mesures sociales et économiques pour tenter de contrecarrer les effets de la crise, comme le New Deal américain. En Allemagne et en Italie, ces crises économiques facilitèrent la prise de pouvoir des nationaux-socialistes et des fascistes. Ces pouvoirs nationalistes initièrent des mesures sociales et des politiques de grands chantiers pour soutenir l'emploi, notamment dans le domaine de l'industrie militaire.
Dans Le IIIe Reich et le Monde, Charles Bloch écrit : « Dans les premières années de son régime, Hitler continue la politique de ses prédécesseurs : la révision du traité de Versailles, qui est la revendication générale de tout un peuple, même des adversaires du national-socialisme. À partir de 1936, les esprits commencent à diverger. D'un côté, les adeptes de l'impérialisme « wilhelmien », comme l'AA, Schacht, et même Goering. De l'autre, Hitler et ses partisans fanatiques qui veulent conquérir « l'espace vital », voire dominer le monde entier, peut-être en association avec d'autres puissances, selon des critères racistes. »

### Les fascistes italiens au pouvoir (1922-1939)
Depuis 1922, le royaume d'Italie est aux mains du parti fasciste, dirigé par Benito Mussolini, qui exprime des revendications sur divers territoires, en Afrique ou en Europe.
La guerre contre l'Éthiopie permet à l'Italie de s'emparer d'un riche pays africain, mais elle l'isole en Europe. L'Italie se retire de la Société des Nations et se rapproche de l'Allemagne nazie. En 1939, l'Italie envahit l'Albanie, dont elle fait un protectorat italien.
L'Italie fait partie des vainqueurs de la Première Guerre mondiale mais la population est très déçue des accords de paix qui ont été conclus. L'économie du pays est désorganisée et on assiste à de nombreuses grèves ou occupations d'usines par les mouvements communistes. Il y a une réelle peur de révolution comme en Russie. C'est dans ce contexte qu'un parti d’extrême droite, le parti fasciste, fait son apparition dirigé par Mussolini. Ce dernier prend le pouvoir en 1922 en réalisant un coup d'Etat, la Marche sur Rome. L'Italie devient très vite une dictature où tous les opposants sont soit exilés soit assassinés.

### Difficultés économiques et arrivée au pouvoir d’Hitler
À la fin de la Première Guerre mondiale, l'Allemagne est très appauvrie par la guerre et beaucoup de gens vivent comme une humiliation le traité de Versailles (1919). Une brève ère de prospérité économique commence en 1925 et se termine en 1929 avec le krach de Wall Street qui entraîna une crise économique mondiale. Les faiblesses politiques (faiblesse de la république de Weimar) permettent au NSDAP (parti national-socialiste des travailleurs allemands ou nazi) et à son chef Adolf Hitler de prendre le pouvoir légalement le 30 janvier 1933. Très vite, Hitler restaure en Allemagne le service militaire généralisé, interdit par le traité de Versailles, remilitarise la Rhénanie en 1936 et met en œuvre une politique étrangère agressive. Cette politique est destinée à regrouper au sein d’un même État les populations germanophones d’Europe centrale.

### La guerre d’Espagne (1936-1939)
Dès 1936, les futurs belligérants européens de la Seconde Guerre mondiale commencent à s’affronter plus ou moins directement dans le cadre de la guerre d'Espagne. Dans le camp républicain, les brigades internationales (composées d'engagés volontaires majoritairement communistes venus surtout d’Europe centrale et de France, des républicains allemands et italiens et des démocrates anglo-saxons) combattent sous commandement espagnol. Dans le camp franquiste interviennent plusieurs divisions italiennes de « Chemises noires » commandées par des généraux italiens et une légion allemande d’aviation « Condor » (composée d’aviateurs de la Luftwaffe sous commandement allemand, qui viennent, par roulement, s’entraîner à leurs missions de bombardement sur les populations espagnoles) ainsi que quelques centaines de volontaires irlandais. Les franquistes bénéficient également de l'appui de volontaires portugais, regroupés dans la légion « de Viriathe » (certains demeurèrent en Espagne et intégrèrent la Division Bleue). Les Républicains bénéficient du soutien de l'URSS et, dans une moindre mesure et de façon indirecte, de la France (notamment par l'ouverture périodique de ses frontières au passage de matériel russe).
La Grande-Bretagne se garde d'intervenir, tout en souhaitant la victoire du camp franquiste et en la favorisant par sa passivité vis-à-vis de l'intervention germano-italienne, en accord avec sa politique d'apaisement. Cette politique entraîne conjointement une absence de réponses de la part de la France, toujours dans l'idée de ne rien faire sans les voisins britanniques. Ces derniers, en la personne de Chamberlain, restent focalisés sur les Soviétiques dont il affirme qu'ils tirent « furtivement et astucieusement toutes les ficelles en coulisse pour nous impliquer dans une guerre avec l'Allemagne ». La Grande-Bretagne est donc prise de court par les ambitions grandissantes de l'Allemagne de Hitler avec laquelle elle a signé un traité naval germano-britannique en 1935.

### Les hésitations françaises
La France est davantage consciente du danger hitlérien, mais plusieurs tendances lourdes la conduisent à avoir une conduite trop tempérée. D'abord, la France est toujours traumatisée par la Première Guerre mondiale et est donc profondément pacifiste. Elle ne veut pas d'une nouvelle guerre, tous les moyens sont bons pour l'éviter, notamment les concessions successives au dictateur allemand, malgré les promesses réalisées. En parallèle, un calcul démographique trop simple (les Français sont 40 millions, les Allemands, 65 millions) la conduisent à jauger qu'une nouvelle guerre avec l'Allemagne serait perdue d'avance, l'empêchant de s'émanciper de la Grande Bretagne. La France sous-estime ses ressources et surestime celles de l'Allemagne, qui ne deviendront supérieures que peu de temps avant la guerre. Il demeure vrai, néanmoins, que la France n'a pas les ressources industrielles de l'Allemagne.
Enfin, d'un point de vue stratégique et tactique, l'héritage militaire de la Première Guerre mondiale pousse les Français à considérer les avis des généraux vainqueurs comme incontestables. En 1918, la défense était considérée comme la position militaire de référence, qui permettait l'avantage sur l'attaque. Dans cette optique, fut conçue l'idée de la ligne Maginot derrière laquelle l'armée française attendit l'armée allemande lors de la drôle de guerre. Sur un plan tactique, la France demeurait sur ses acquis, en restant sur une doctrine dominée par l'infanterie comme lors de la Première Guerre mondiale, des chars en appui des soldats d'infanterie. L'idée que le char puisse être une arme en soi, comme le suggéraient les généraux Estienne et De Gaulle fut écartée. Enfin, les avions ne furent jamais sérieusement considérés comme une arme autonome par la France, la production d'avions restait en retrait par rapport aux anglo-saxons. Toutes ces raisons ont nourri l'ensemble des concessions de la France à l'Allemagne pendant les années 30. 

### Les ambitions d'Hitler, l’expansion territoriale de l’Allemagne nazie (1938-1939)

L'extension de l'Allemagne de 1935 à 1939

Hitler réalise ses projets de regroupement des populations germaniques en annexant l’Autriche en mars 1938: c'est l'Anschluss. Ensuite, il revendique l'annexion de territoires à l'ouest de la Tchécoslovaquie peuplés majoritairement d'Allemands, les Sudètes.
L'annexion des Sudètes est entérinée à Munich en septembre 1938, lors d’une conférence où le Français Édouard Daladier et le Britannique Neville Chamberlain se fient aux promesses d’Hitler, selon lesquelles l’obtention des Sudètes satisferait la « dernière revendication » du Troisième Reich, et interdisent à la Tchécoslovaquie de se défendre. Chamberlain coupe ainsi l'herbe sous le pied d'Hitler en l'empêchant de déclarer la guerre, ce qui mécontente Hitler : «Le camarade Chamberlain a gâché notre entrée dans Prague». Cela ne l'empêche pas d’annexer, en mars 1939, la moitié de la Tchécoslovaquie, créant le protectorat de Bohême-Moravie. Il bénéficie de l'aide des nationalistes slovaques de Mgr Tiso, qui créent un État slovaque indépendant, de la Hongrie et de la Pologne qui récupèrent chacun des territoires.
Hitler s’empare également de Memel en Lituanie.
Cependant, le corridor de Dantzig (aujourd’hui Gdańsk) constitue un élément important d’instabilité. En effet, Berlin revendique ce corridor qui sépare la Prusse orientale du reste de l’Allemagne. Quant à la Pologne, elle rejette les revendications allemandes sur le corridor de Dantzig qui est son seul accès à la mer.
Le 1er septembre 1939, sans déclaration de guerre formelle, l'armée allemande envahit la Pologne sous le prétexte que les troupes polonaises ont commis des provocations le long de la frontière germano-polonaise: c’est le début de la Seconde Guerre mondiale.
L'invasion de la Pologne par les armées allemandes le 1er septembre 1939 est l'événement qui a déclenché formellement la guerre en Europe. La France et le Royaume-Uni déclarent la guerre, alors que ces puissances n'avaient pas voulu le faire lors des étapes précédentes de l'expansion de l'Allemagne hitlérienne, notamment l'annexion de l'Autriche, l'annexion des Sudètes et l'invasion de la Bohême-Moravie. Depuis le 1er novembre 1936, il existait une alliance officielle entre l'Allemagne nazie et l'Italie fasciste connue sous le nom d'Axe Rome-Berlin. La guerre d'Espagne avait servi de champ de manœuvre pour ces deux puissances qui soutenaient le camp franquiste.

### Situation de l’Europe en 1939
En 1939, bien qu’encore meurtrie par la Première Guerre mondiale, l’Europe domine largement le monde et ses colonies s’étendent sur toute l’Afrique et la majeure partie de l’Asie. Trois régimes totalitaires s’affirment sur le continent Européen : l’Allemagne hitlérienne, l’Union des républiques socialistes soviétiques stalinienne et l’Italie fasciste.

## Les événements précédant la guerre en Asie

### 1894-1895: Première guerre sino-japonaise
L'empire du Japon, modernisé à partir de l’ère Meiji, développe depuis la fin du XIXe siècle sa puissance économique et militaire, s’accordant ainsi une place centrale et peu à peu hégémonique en Extrême-Orient.
Dès 1894, le Japon affronte la Chine au sujet d’une controverse sur la Corée. Cette guerre sino-japonaise, où de nombreux commentateurs prédisent la victoire de la Chine impériale face au petit Japon, voit l’armée nippone écraser les forces chinoises, notamment grâce à sa supériorité technologique. De cette victoire, le Japon obtient la cession de Formose (Taïwan), des îles Pescadores et de la péninsule du Liaodong.

### 1904-1905: Guerre russo-japonaise
Mais la Russie impériale, y voyant un moyen d’accroître son influence en Extrême-Orient, paie les dettes de guerre de la Chine auprès du Japon et, soutenue par l’Allemagne et la France, humilie Tōkyō en imposant la restitution de la péninsule de Liaodong à la Chine. La Russie et le Japon sont dès lors impliqués dans une lutte d’influence au nord-est de la Chine, alors dominée par les puissances occidentales. La Russie obtient la concession de la construction du « transmandchourien » et accroît sa présence militaire dans le secteur, avec notamment la création d’une base navale à Port-Arthur, au sud de la péninsule de Liaodong. La politique agressive des Russes les menant à s’intéresser à un développement de leur influence en Mandchourie et en Corée, le Japon s'en inquiète et tente dans un premier temps de négocier un partage des aires d’influence en Mandchourie. Mais la Russie ne prend pas en considération ces propositions et la conciliation n’aboutit pas.
C'est pourquoi en 1904 les Japonais détruisent sans déclaration de guerre une flotte russe dans la rade de Port-Arthur, puis une autre flotte russe en 1905, à la bataille de Tsoushima, c'est la guerre russo-japonaise. Le Japon, bien préparé et proche de ses bases obtient ainsi la domination de la mer de Chine. À l’inverse, la Russie, minée par des tensions internes, dirigée à l’est par un commandement incompétent et ne parvenant pas à assurer une liaison militaire efficace avec l’ouest par son Transsibérien à voie unique, essuie aussi de lourdes défaites terrestres. La guerre russo-japonaise se solde en 1905 par un armistice qui humilie la Russie, laissant au Japon le Liaodong, la moitié de l’île de Sakhaline et la prééminence sur la Corée. Le Japon devient le premier pays asiatique à avoir vaincu une puissance occidentale, ce qui lui confère, auprès des peuples d’Extrême-Orient, un prestige qui subsistera jusqu’en 1945.

### La politique expansionniste japonaise de 1931 à 1945
En 1914, l'empire du Japon déclare la guerre à l'Allemagne et récupère à la fin de la guerre les possessions allemandes du Pacifique.
En 1931, sous le prétexte d'incidents transfrontaliers, le Japon envahit le nord de la Chine qui devient en 1932 le Mandchoukouo, État indépendant sous protectorat japonais. L'année suivante, le Japon quitte la SDN, puis, en 1937, profitant de la faiblesse d’une Chine secouée par la guerre civile entre des troupes communistes et celles du Kuomintang, il occupe une partie nord-est de ce pays dans une nouvelle guerre sino-japonaise qui prendra de plus en plus d'ampleur.
Une tentative d’occupation de la Mongolie par l'Armée impériale japonaise est freinée en 1939 par l'Union soviétique qui lui inflige une cuisante défaite. Les deux nations conviennent alors d’un traité de non-agression.
Hirohito adopte alors en 1941 le plan de son état-major qui prévoit une occupation du sud-est asiatique et l'établissement d’une « sphère de coprospérité de la Grande Asie orientale ». Cette expansion débute par l'occupation de l'Indochine française. Pour permettre l’accomplissement de son expansionnisme militaire sur l’Asie orientale et le contrôle des ressources de l’Asie du Sud-Est, le Japon doit cependant détruire la principale menace qui subsiste dans le Pacifique : la force navale américaine basée à Hawaii. Le 7 décembre 1941, l'empereur autorise donc l'attaque de Pearl Harbor, qui coïncidera avec l'invasion des Philippines et celle de la Malaisie.